# Szojuz–10
A Szojuz–10 (7K-OKS) (oroszul: Союз 10) szovjet háromszemélyes, személyszállító, szabványos rendszerben épített Szojuz űrhajó.

## Küldetés
Feladata volt az űrhajósokat a Szaljut–1 űrállomásra szállítani, hogy az üzembe helyezést és az első műszaki próbát elvégezhessék.
A repülés első napján megközelítették a Szaljut–1 űrállomást, kipróbálták a közelítő rendszert, valamint az új összekapcsoló egységet. Biztonságos kapcsolat esetén az átjáró nyílások kinyitásával lehetett volna az űrállomásra bemenni. Alvás után április 24-én automatikus közelítést végeztek, amivel 180 m-re közelítették meg az űrállomást. Az összekapcsolódást kézi vezérléssel oldották meg. Technikai okok miatt nem sikerült az űrállomás ajtajának kinyitása, ezért földi parancsra 5,5 órás együttrepülés után leválasztották az űrhajót. A repülés utólagos elemzése azt mutatta, hogy az űrhajósok nem rendelkeztek olyan műszerrel, amely a sikeres kézi dokkoláshoz szükséges szög- és távolsági adatokat szolgáltatta volna.
Április 25-én belépett a légkörbe – a leszállás első ízben történt éjszaka az emberes űrrepülés történetében – és hagyományos módon, ejtőernyős leereszkedéssel Karagandi városától 120 kilométerrel északnyugatra értek földet. Az ereszkedés során kisebb probléma lépett fel, a kabint mérges füstgáz kezdte megtölteni, emiatt az egyik űrhajós, Rukavisnyikov elvesztette az eszméletét, de a leszállás végül sikerült.

## Jellemzői
Központi tervező iroda CKBEM <= Центральное конструкторское бюро экспериментального машиностроения (ЦКБЕМ)> (OKB-1 <= ОКБ-1>, most OAO RKK Energiya im. SP Korolev <= ОАО РКК Энергия им. С. П. Королёва> – Központi Kísérleti Gépgyártási Tervezőiroda). Az űrhajót kis átalakítással emberes programra, teherszállításra és mentésre (leszállásra) tervezték.
1971. április 23-án a bajkonuri űrrepülőtér indítóállomásról egy Szojuz hordozórakéta (11А511) juttatta Föld körüli, közeli körpályára. Az orbitális egység pályája 89 perces, 51,6 fokos hajlásszögű, elliptikus pálya-perigeuma 208 kilométer, apogeuma 246 kilométer volt. Az űrhajó hasznos tömege 6800 kilogramm. Az űrállomás megközelítése érdekében apró pályamódosító manővert kellett végrehajtani. Az űrhajó napelemek nélkül, kémiai akkumulátorokkal 2 napos program végrehajtására volt alkalmas. A napelemszárnyakat még meghagyták. Összesen 1 napot, 23 órát, 44 percet töltött a világűrben. Összesen 32 alkalommal kerülte meg a Földet.
A  Szojuz–10 szerkezeti felépítését tekintve azonos a Szojuz–4-gyel, azonban néhány nagyobb átalakítást végeztek rajta. Az orbitális egységet úgy alakították ki, hogy az a hermetikus összekapcsolódás után belső átszállást tett lehetővé. Az automatika az átszállónyílás hermetikusságát, illetve az elektronikus kapcsolódást is ellenőrizte. Megszüntették az űrsétához szükséges zsilipelési rendszert. Az űrrandevú rádióberendezését az orbitális kabinba helyezték. Tartalék étel- és víztartályokat helyeztek el, meghatározták a regenerációt biztosító eszközök, valamint a hőszabályzó helyét. A leszállóegységben helyet alakítottak ki a kutatási anyagok, eszközök biztonságos Földet érésére.

## Személyzet
- Vlagyimir Satalov parancsnok
- Alekszej Jeliszejev pilóta
- Nyikolaj Rukavisnyikov fedélzeti mérnök

## Tartalék személyzet
- Alekszej Arhipovics Leonov parancsnok
- Valerij Nyikolajevics Kubaszov pilóta
- Pjotr Ivanovics Kologyin fedélzeti mérnök